# Canas (Brazilië)
Canas is een gemeente in de Braziliaanse deelstaat São Paulo. De gemeente telt 4.765 inwoners (schatting 2009).